# 정리운동

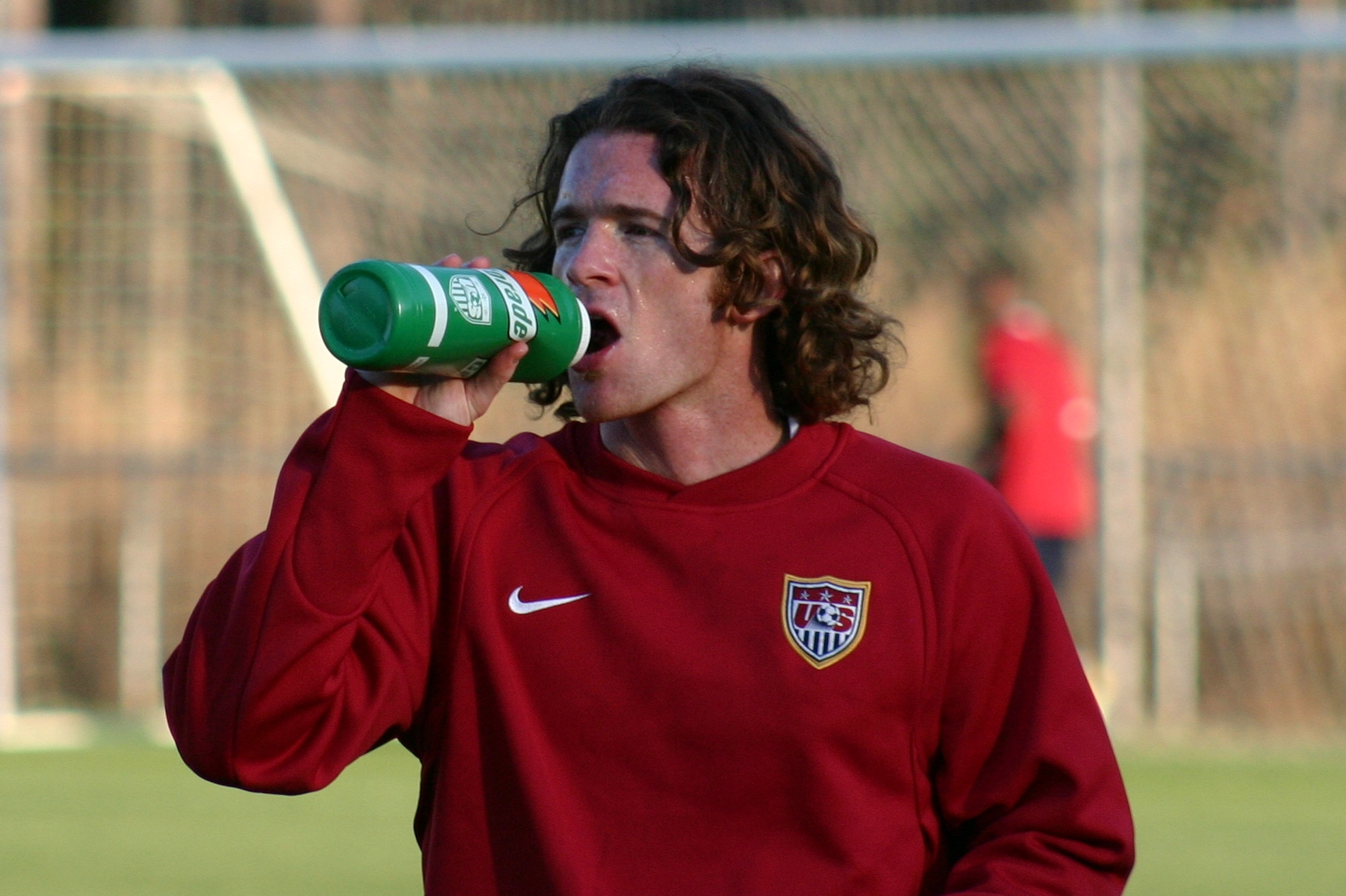
운동 후 수분을 재보충하고 있다.

정리운동(整理運動)은 본 운동에 후에 실시하는 운동이다. 마무리 운동 혹은 쿨링다운(Cooling down)이라고도 한다.

## 같이 보기
- 준비운동
- 스트레칭
- 근수축